# ルーカス・アーセグ
- ルーカス・エルセグ

ルーカス・スティジェパン・アーセグ（Lucas Stijepan Erceg, 1995年5月1日 - ）は、アメリカ合衆国カリフォルニア州サンタクララ郡サンノゼ出身のプロ野球選手（投手）。右投左打。MLBのカンザスシティ・ロイヤルズ所属。

## 経歴

### プロ入りとブルワーズ傘下時代
2016年のMLBドラフト2巡目（全体46位）でミルウォーキー・ブルワーズから指名され、プロ入り。当時のポジションは三塁手だった。契約後、傘下のパイオニアリーグのルーキー級ヘレナ・ブルワーズでプロデビュー。A級ウィスコンシン・ティンバーラトラーズでもプレーし、2チーム合計で68試合に出場して打率.327、9本塁打、51打点、9盗塁を記録した。
2017年はA+級カロライナ・マドキャッツとAAA級コロラドスプリングス・スカイソックスでプレーし、2チーム合計で130試合に出場して打率.259、15本塁打、83打点、2盗塁を記録した。オフにはアリゾナ・フォールリーグに参加し、グレンデール・デザートドッグスに所属した。
2018年はAA級ビロクシ・シャッカーズでプレーし、123試合に出場して打率.248、13本塁打、51打点、3盗塁を記録した。
2019年はAAA級サンアントニオ・ミッションズでプレーし、116試合に出場して打率.219、15本塁打、56打点、2盗塁を記録した。
2020年はCOVID-19の影響でマイナーリーグの試合が開催されなかったため、ブルワーズ傘下での公式戦の出場は無かった。そのため、この年は独立リーグであるコンステレーション・エナジー・リーグに所属するシュガーランド・ライトニングスロースでプレーし、28試合に出場して打率.180、7打点、4盗塁を記録した。
2021年は開幕から野手及び投手の二刀流で試合出場しており、7月4日以降は投手専任となった。この年はAA級ビロクシでプレーし、野手としては50試合に出場して打率.223、3本塁打、12打点、3盗塁を記録した。また、投手としては22試合（先発13試合）に登板して2勝6敗、防御率5.29、45奪三振を記録した。
2022年はAA級ビロクシとAAA級ナッシュビル・サウンズでプレーし、2チーム合計で49試合（先発4試合）に登板して3勝4敗2セーブ、防御率4.55、69奪三振を記録した。
2023年、ブルワーズ傘下では開幕からAAA級ナッシュビルでプレーした。

### アスレチックス時代
2023年5月17日に金銭トレードで、オークランド・アスレチックスへ移籍した。移籍後は傘下のAAA級ラスベガス・アビエイターズへ配属されたが同球団では登板せず、5月19日にメジャー契約を結んでアクティブ・ロースター入りした。同日のヒューストン・アストロズ戦でメジャーデビュー。この年はメジャーで50試合に登板して4勝4敗、防御率4.75、68奪三振を記録した。

### ロイヤルズ時代
2024年7月30日にウィル・クライン、メイソン・バーネット、ジャレッド・ディッキーとのトレードで、カンザスシティ・ロイヤルズへ移籍した。

## 詳細情報

### 年度別投手成績
| 年 度    | 球 団    | 登 板 | 先 発 | 完 投 | 完 封 | 無 四 球 | 勝 利 | 敗 戦 | セ 丨 ブ | ホ 丨 ル ド | 勝 率 | 打 者 | 投 球 回 | 被 安 打 | 被 本 塁 打 | 与 四 球 | 敬 遠 | 与 死 球 | 奪 三 振 | 暴 投 | ボ 丨 ク | 失 点 | 自 責 点 | 防 御 率 | W H I P |
| -------- | -------- | ----- | ----- | ----- | ----- | -------- | ----- | ----- | -------- | ----------- | ----- | ----- | -------- | -------- | ----------- | -------- | ----- | -------- | -------- | ----- | -------- | ----- | -------- | -------- | ------- |
| 2023     | OAK      | 50    | 0     | 0     | 0     | 0        | 4     | 4     | 0        | 11          | .500  | 251   | 55.0     | 51       | 1           | 36       | 1     | 6        | 68       | 5     | 0        | 33    | 29       | 4.75     | 1.58    |
| 2024     | OAK      | 38    | 0     | 0     | 0     | 0        | 2     | 3     | 3        | 12          | .400  | 156   | 36.2     | 31       | 3           | 13       | 2     | 5        | 41       | 4     | 0        | 17    | 15       | 3.68     | 1.20    |
| 2024     | KC       | 23    | 0     | 0     | 0     | 0        | 0     | 3     | 11       | 6           | .000  | 97    | 25.0     | 18       | 0           | 3        | 0     | 1        | 31       | 1     | 1        | 9     | 8        | 2.88     | 0.84    |
| '24計    | KC       | 61    | 0     | 0     | 0     | 0        | 2     | 6     | 14       | 18          | .250  | 253   | 61.2     | 49       | 3           | 16       | 2     | 6        | 72       | 5     | 1        | 26    | 23       | 3.36     | 1.05    |
| MLB：2年 | MLB：2年 | 111   | 0     | 0     | 0     | 0        | 6     | 10    | 14       | 29          | .375  | 504   | 116.2    | 100      | 4           | 52       | 3     | 12       | 140      | 10    | 1        | 59    | 52       | 4.01     | 1.30    |

- 2024年度シーズン終了時

### 年度別守備成績
| 年 度 | 球 団 | 投手（P） | 投手（P） | 投手（P） | 投手（P） | 投手（P） | 投手（P） |
| 年 度 | 球 団 | 試 合     | 刺 殺     | 補 殺     | 失 策     | 併 殺     | 守 備 率  |
| ----- | ----- | --------- | --------- | --------- | --------- | --------- | --------- |
| 2023  | OAK   | 50        | 2         | 3         | 2         | 1         | .714      |
| 2024  | OAK   | 38        | 5         | 5         | 0         | 2         | 1.000     |
| 2024  | KC    | 23        | 0         | 2         | 1         | 0         | .667      |
| '24計 | KC    | 61        | 5         | 7         | 1         | 2         | .923      |
| MLB   | MLB   | 111       | 7         | 10        | 3         | 3         | .850      |

- 2024年度シーズン終了時

### 背番号
- 70（2023年 - 2024年途中）
- 60（2024年途中 - ）